# فينيرا 8
فينيرا 8 هو مسبار فضاء سوفيتي أطلق ضمن مشروع فينيرا لاستكشاف كوكب الزهرة في 27 مارس 1972 عند الساعة 04:15:01 حسب التوقيت العالمي. تألف فينيرا 8 من قسمين قسم مداري والآخر عبارة عن كبسولة تهبط إلى سطح الزهرة. وتضمن أجهزة قياس علمية مثل قياس الضغط والحرارة وحساس للضوء ومقياس تحديد [أشعة غاما] ومقياس لتحديد الارتفاع وجهاز لتحليل الغازات إضافة إلى البث الراديوي.
استغرق وصول المسبار إلى الزهرة 117 يوم مع تصحيح مساري في 6 أبريل 1972. انفصلت الكبسولة عن المركبة في 22 يوليو 1972 ودخلت الغلاف الجوي للزهرة في الساعة 08:37 حسب التوقيت العالمي. استخدم نظام تبريد لتبريد الكبسولة لإطالة فترة حياتها على سطح الزهرة. كما تم تخفيض سرعة الهبوط من 41,696 كم في الساعة إلى 900 كم في الساعة باستخدام مكابح هوائية، كما فتحت مظلة على ارتفاع 60 كم من السطح.
أرسل فينيرا 8 معلومات أثناء الهبوط، وقد لوحظ انخفاض حاد في الإضاء على ارتفاع 35- 30 كم وقاس سرعة الرياح على ارتفاع 10 كم بأقل من 1 كم /سا. هبط فينيرا 8 في الساعة 09:32 في منطقة تدعى فاسليزا. كانت كتلة الكبسولة الهابطة 495 كغ وقد نجح في إرسال البيانات بعد هبوطه لمدة 50 دقيقة و11 ثانية قبل أن يتوقف بسبب الظروف القاسية على السطح.
أكدت المركبة المدارية المعلومات المبكرة عن طريق فينيرا 9 حول درجة حرارة السطح العالية والضغط المرتفع. كما قاس مستوى الإضاءة على السطح الذي بدى مناسبا لإجراء التصوير